# Lasioglossum kandiense
Lasioglossum kandiense là một loài Hymenoptera trong họ Halictidae. Loài này được Cockerell mô tả khoa học năm 1913.